# Pfitscherjoch
De Pfitscherjoch (Italiaans: Passo di Vizze) vormt de verbinding tussen het Valle di Vizze (Pfitschertal) en de Zamser Grund. De pashoogte vormt de grens tussen de Italiaanse provincie Bolzano en de Oostenrijkse deelstaat Tirol. De Pfitscherjoch is met de auto alleen vanaf de Italiaanse kant te bereiken. Ooit was het de bedoeling dat het traject door zou lopen, naar het stuwmeer Schlegeis-Speicher en misschien zelfs verder richting Mayrhofen. De weg naar de pashoogte is een goed bijgehouden steenslagweg, berijdbaar voor normale personenauto's.
De ingang van het Valle di Vizze ligt ten oosten van Vipiteno in het Valle Isarco, niet ver van de Brennerpas. Naast de route naar Pfitscherjoch beginnen hier ook de routes naar de Jaufenpas (Passo di Monte Giove) en Penser Joch (Passo di Pennes). De weg door het Pfitschertal gaat afwisselend lang weilanden, akkers en bossen omhoog. Na 15 kilometer wordt San Giacomo bereikt, de belangrijkste plaats van het dal. Enkele kilometers verderop ligt het gehucht Sasso, vanaf dit punt houdt de asfaltweg op en gaat de route verder over een bochtige steenslagweg.
De slotklim gaat over vijf, mooi aangelegde haarspeldbochten omhoog. De weg stijgt snel boven de boomgrens uit. Vanaf dit moment is het uitzicht op de gletsjers van de Gran Pilastro (Hochfeiler) spectaculair. Op de kale pashoogte ligt een groot aantal kleine bergmeren. Er is een groot aantal bergwandelingen in dit gebied uitgezet, erg populair is de tocht naar de 500 meter hoger gelegen Rifugio Gran Pilastro (Hochfeilerhütte). De afdaling naar Oostenrijk kan alleen te voet of eventueel met een mountainbike voortgezet worden.

## Foto's

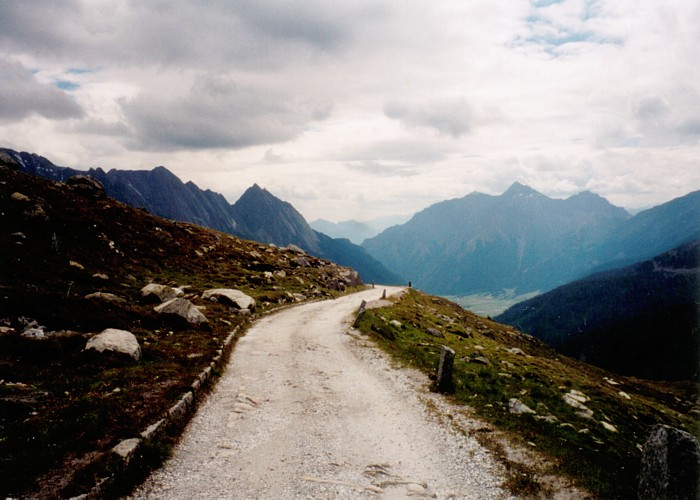
Weg vlak voor de pashoogte